# Alaš
Alaš je kmínový likér s přísadou hořkých mandlí, kořene anděliky, anýzu a pomerančové kůry. Kvůli vyššímu obsahu cukru je řazen mezi likéry, ačkoli obsahem alkoholu (okolo 40 %) většinu likérů převyšuje a odpovídá spíše destilátům, ke kterým se však nepočítá.

## Historie
Název nápoje pochází od obce Allaš (dnes Allažmuiža) v Lotyšsku, kde nejméně od roku 1823 rodina von Blanckenhagen nápoj vyráběla. V roce 1944, když byli etničtí Němci ze země vyhnáni, byla výroba nadlouho přerušena, až v devadesátých letech byla obnovena v lihovaru Latvijas Balzams. V roce 1830 byl nápoj představen na Lipském veletrhu, kde se stal natolik populárním, že během několika let jej začaly vyrábět místní palírny a stal se z něj oblíbený nápoj celé oblasti. Časem se tak nazývaly všechny alkoholické nápoje na bázi kmínu.
V Německu nápoj vyrábí firma Wilhelm Horn Markenspirituosen GmbH z Lipska pod značkou Echter Leipziger Allasch a firma  Preussische Spirituosen Manufaktur Schroff & Stahl GbR z Berlína pod obchodní značkou Allasch.